# Touškov

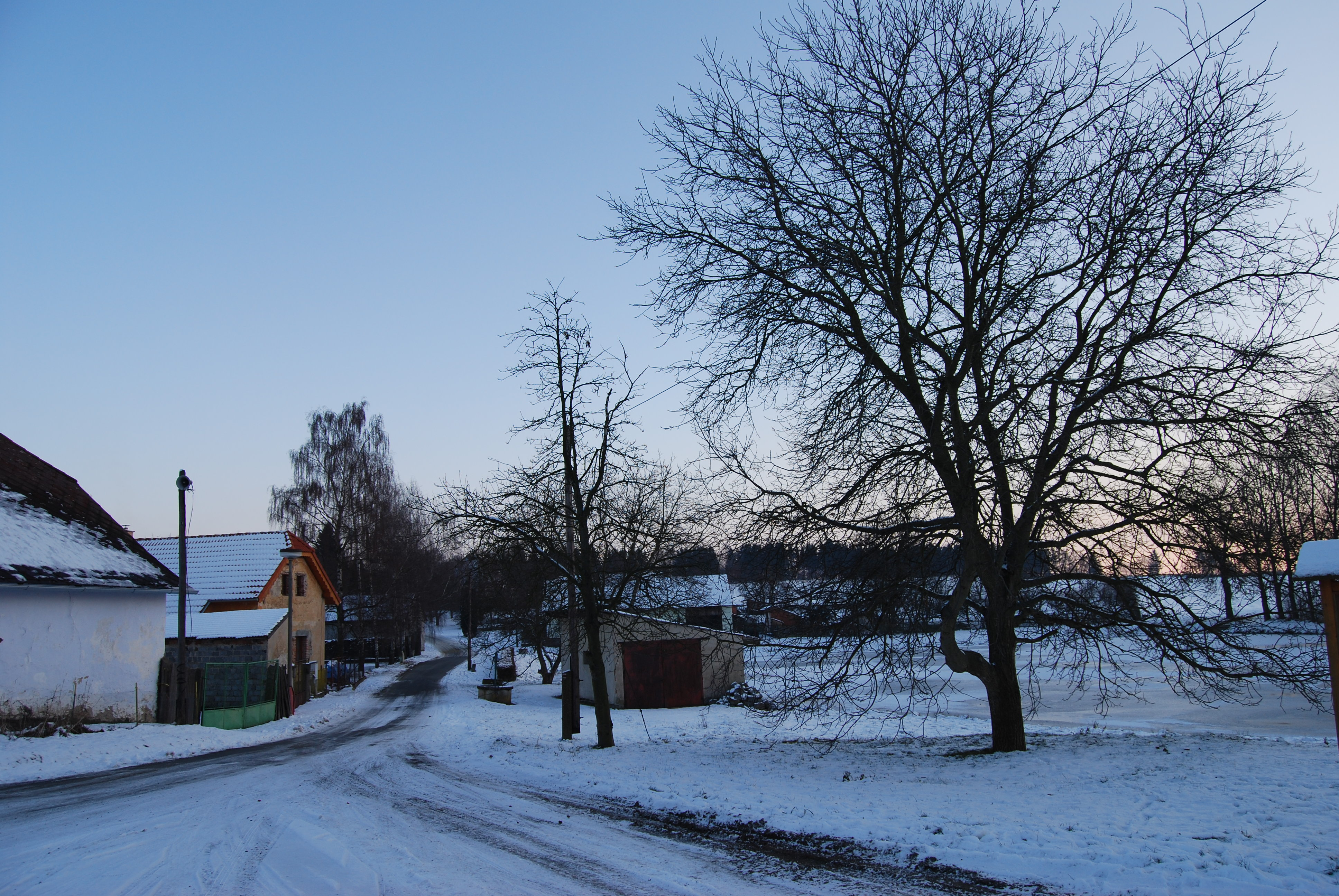
Ortsansicht

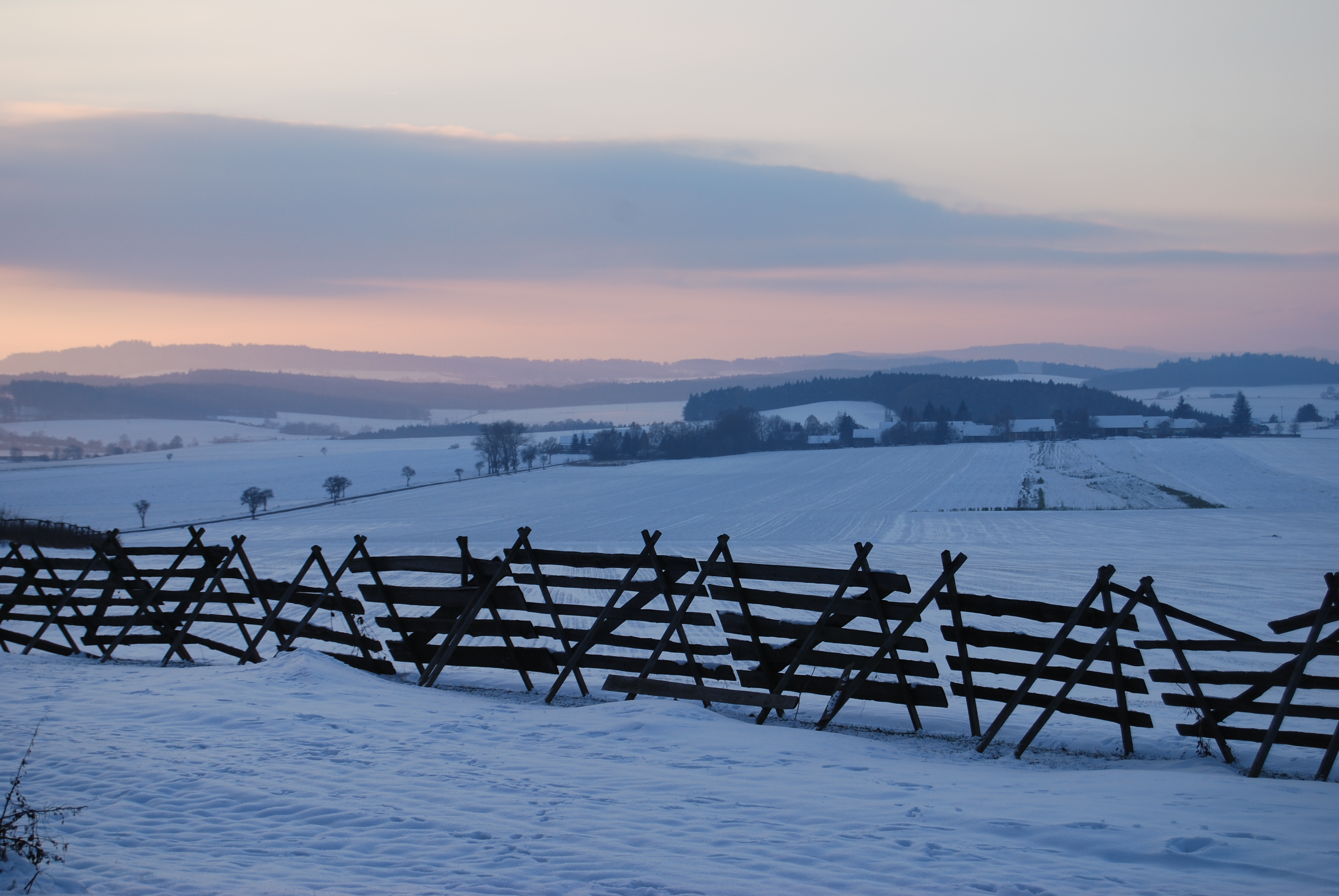
Blick auf das Dorf

Touškov (deutsch Tauschkow, 1939–45 Tuschkau) ist ein Ortsteil von Mirovice in Tschechien. Er liegt vier Kilometer nordöstlich von Mirovice und gehört zum Okres Písek.

## Geographie
Touškov befindet sich im Mittelböhmischen Hügelland. Das Dorf liegt am südwestlichen Fuße des Hügels Hodijov (Tauschkow) in der Quellmulde des Baches Touškovský potok. Inmitten des Ortes liegt der Teich Velký rybník. Nordöstlich erheben sich die Březina (568 m) und der Hodijov (518 m), im Süden die Šibená (484 m) und der Háj (516 m), südwestlich der Myslínek (492 m) sowie im Nordwesten die Ohařská hora (518 m). Anderthalb Kilometer östlich des Dorfes verläuft die Staatsstraße I/4 zwischen Prag und Strakonice.
Nachbarorte sind Kletice, V Touškovském Lese, Chraštice und Chraštičky im Norden, Vargač, Bukovany, Sedlečko, Holušice, Kozárovice und Sazka im Nordosten, Zalužany im Osten, Šerkov und Lety im Südosten, Horosedly im Süden, Mirovice, Myslín und Boješice im Südwesten, Řejvodův Mlýn und Ohař im Westen sowie Dobrá Voda, Nestrašovice und Řeteč im Nordwesten.

## Geschichte
Der Lehnhof Touškov war seit dem Mittelalter ein Karlsteiner Lehn, mit dem zumeist Besitzer der umliegenden Güter beliehen wurden. Er bestand aus zwei Höfen; dem ritterlichen Hof Rampachowsky bzw. Rudkowsky und dem robotpflichtigen Hof Blaniowsky, die sich oberhalb des Teiches beiderseits des Tales gegenüberstanden.
Ab 1713 besaß Johann Josef Bieschin zu Bieschin auf Horosedly den Hof Touškov. Dieser verkaufte das Gut Horosedly mit dem Hof Touškov an den Registrator der königlichen Landtafel, Johann Josef von Meyern. Von Meyern überschuldete sich; am 7. Jänner 1789 erwarb Johann Nepomuk zu Schwarzenberg den Besitz aus einer öffentlichen Versteigerung und schlug ihn seiner Fideikommissherrschaft Worlik zu.
Im Jahre 1837 umfasste der Lehnhof Tauschkow / Tausskow ausschließlich das gleichnamige Dorf. Dieses bestand aus 18 Häusern mit 138 Einwohnern, darunter fünf Israelitenfamilien. Im Ort gab es ein herrschaftliches Schlösschen mit der geschlossenen Kapelle des hl. Magdalena, einen Meierhof, einen Hammelhof und ein Wirtshaus. Pfarrort war Mirowitz. Bis zur Mitte des 19. Jahrhunderts bildete der Lehnhof Tauschkow einen Teil der Fideikommissherrschaft Worlik samt den Allodialgütern Zalužan, Zbenitz und Bukowan.
Nach der Aufhebung der Patrimonialherrschaften bildete Touškov / Tauschkow ab 1850 einen Ortsteil der Gemeinde Zalužany in der Bezirkshauptmannschaft Písek und dem Gerichtsbezirk Mirovice. 1924 löste sich Touškov von Zalužany los und bildete eine eigene Gemeinde.
Am 1. Jänner 1976 wurde Touškov nach Nerestce eingemeindet. Zum 1. April 1976 erfolgte die Eingemeindung nach Horosedly eingemeindet. Zum 1. Jänner 1983 erfolgte die Eingemeindung nach Myslín eingemeindet. Seit Beginn des Jahres 1988 ist Touškov ein Ortsteil von Mirovice. Im Jahre 1991 hatte Touškov 57 Einwohner, beim Zensus von 2001 lebten in den 24 Wohnhäusern 42 Personen.

## Sehenswürdigkeiten
- Nischenkapelle an der Straße nach Boješice
- Mehrere Wegkreuze